# Bulbophyllum ochthodes
Bulbophyllum ochthodes là một loài phong lan thuộc chi Bulbophyllum.